# Sviblovo (domaine)
Pour les articles homonymes, voir Sviblovo.
Sviblovo est un ancien domaine seigneurial situé à Moscou, dans le district homonyme. C'est aujourd'hui ensemble architectural appartenant au patriarcat de Moscou.

## Historique
Le petit palais de bois avec fondations de pierres a été construit en 1704 pour le prince Kirill Alexeïevitch Narychkine, futur gouverneur de Moscou, avec une église dédiée à la Trinité (1708-1709) et un bâtiment pour le maltage. Il domine la rivière Iaouza et est orné d'un portique tétrastyle d'ordre ionique. Le prince, après la bataille de Poltava, transfert ses paysans dans un autre de ses domaines et Sviblovo accueille des prisonniers suédois qui se spécialisent dans l'artisanat. Après les Narychkine, le domaine appartient aux Galitzine, aux Plechtcheïev, aux Kazeïev et aux Kojevnikov. Nikolaï Karamzine y habite au début du XIXe siècle. Le domaine possède alors diverses dépendances dont un moulin, des étables, etc. et un grand verger de pommiers, poiriers, pruniers. Sviblovo appartient de 1870 à 1917 à la famille Khalatov, dont l'ingénieur des mines Gueorgui Bakhtiarovitch Khalatov avant la révolution.
Le palais est restauré en 1994 et donné au patriarcat de Moscou ainsi que l'église.

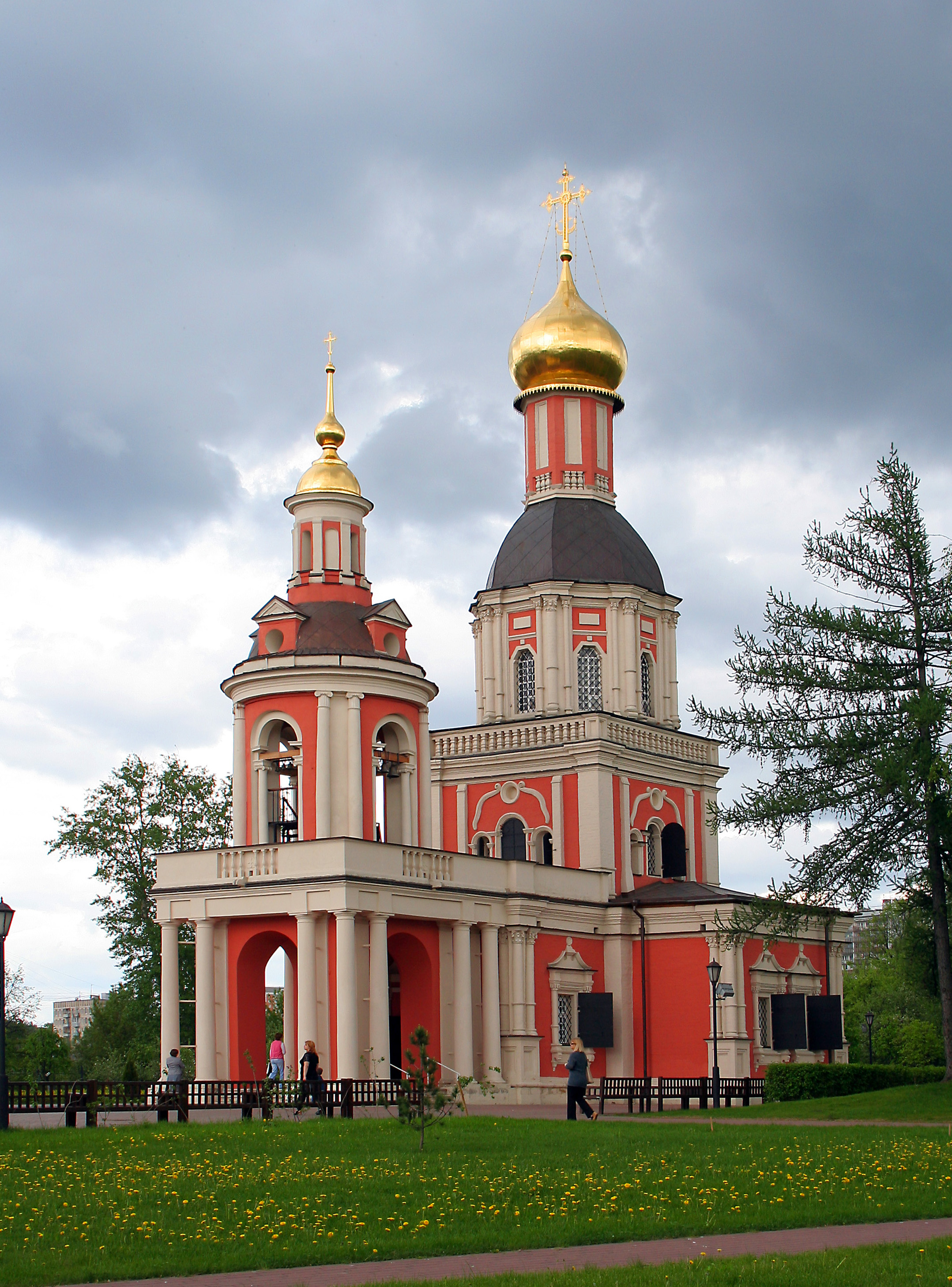
Église de la Trinité du domaine de Sviblovo

## Source
- (ru) Cet article est partiellement ou en totalité issu de l’article de Wikipédia en russe intitulé « Свиблово (усадьба) » (voir la liste des auteurs).